# イオンスタイル御嶽山駅前
イオンスタイル御嶽山駅前（イオンスタイルおんたけさんえきまえ、英称:AEON STYLE Ontakesan-Ekimae）は、東京都大田区にあるイオンリテール株式会社が運営する商業施設である。

## 概要
1986年（昭和61年）4月25日に総合スーパー「ジャスコ御嶽山駅前店」として開業した。東急電鉄池上線御嶽山駅の至近に立地している。店舗面積は約3,127m2（946坪）。立地の特性上、後述のリニューアル時点では利用客の9割を徒歩あるいは自転車利用客が占めていた。
2011年（平成23年）3月1日、イオングループのGMSブランド再編により、「イオン御嶽山駅前店」に店名が変更された。
2015年（平成27年）12月11日に大幅な改装を実施し、「イオンスタイル御嶽山駅前」としてリニューアルオープンした。リニューアルに当たっては衣料品とキッズ用品の取り扱いを廃止し、食品と生活用品に特化した構成とした。また、2階にはバールや本棚併設のカフェランテを設ける等、従来の箱型GMSから食品主体の時間消費型店への転換を図った。なお、本棚スペース自体はイオンリテール直営だが、書物の選定はイオングループの書籍店である未来屋書店が担っている。改装工事は株式会社船場が担当。リニューアル後は全国のイオン店舗でも特徴的な構成となり、2015年時点で新業態であった「イオンスタイル」の実験店舗としての役割を担った。

## フロア構成
| 階  | フロア概要                            |
| --- | ------------------------------------- |
| 3階 | ヘルス&ビューティと暮らしの品のフロア |
| 2階 | 食とお酒のフロア                      |
| 1階 | 食料品のフロア                        |

## 交通アクセス
鉄道
- 東急電鉄池上線御嶽山駅下車、徒歩約1分。